# Červené Dvorce
Červené Dvorce jsou vesnice, část města Sušice v okrese Klatovy v Plzeňském kraji. Nachází se asi tři kilometry jihozápadně od Sušice. Prochází zde silnice II/171. Červené Dvorce jsou také název katastrálního území o rozloze 0,93 km².

## Historie
První písemná zmínka o vesnici pochází z roku 1654.

## Obyvatelstvo
| Rok            | 1869 | 1880 | 1890 | 1900 | 1910 | 1921 | 1930 | 1950 | 1961 | 1970 | 1980 | 1991 | 2001 | 2011 | 2021 |
| -------------- | ---- | ---- | ---- | ---- | ---- | ---- | ---- | ---- | ---- | ---- | ---- | ---- | ---- | ---- | ---- |
| Počet obyvatel | 91   | 133  | 199  | 192  | 213  | 184  | 172  | 126  | 135  | 122  | 109  | 109  | 129  | 114  | 123  |
| Počet domů     | 14   | 13   | 15   | 19   | 20   | 19   | 21   | 25   | 25   | 28   | 30   | 33   | 47   | 48   | 53   |